# Jánisz Amanatídisz
Jánisz Amanatídisz (görögül: Ιωάννης Αμανατίδης; Kozáni, 1981. december 3. –) görög válogatott labdarúgó.

## Sikerei, díjai
VfB Stuttgart
- Német bajnoki ezüstérmes (1): 2002–03

Eintracht Frankfurt
- Német kupadöntős (1): 2005–06